# Eerlijke handel

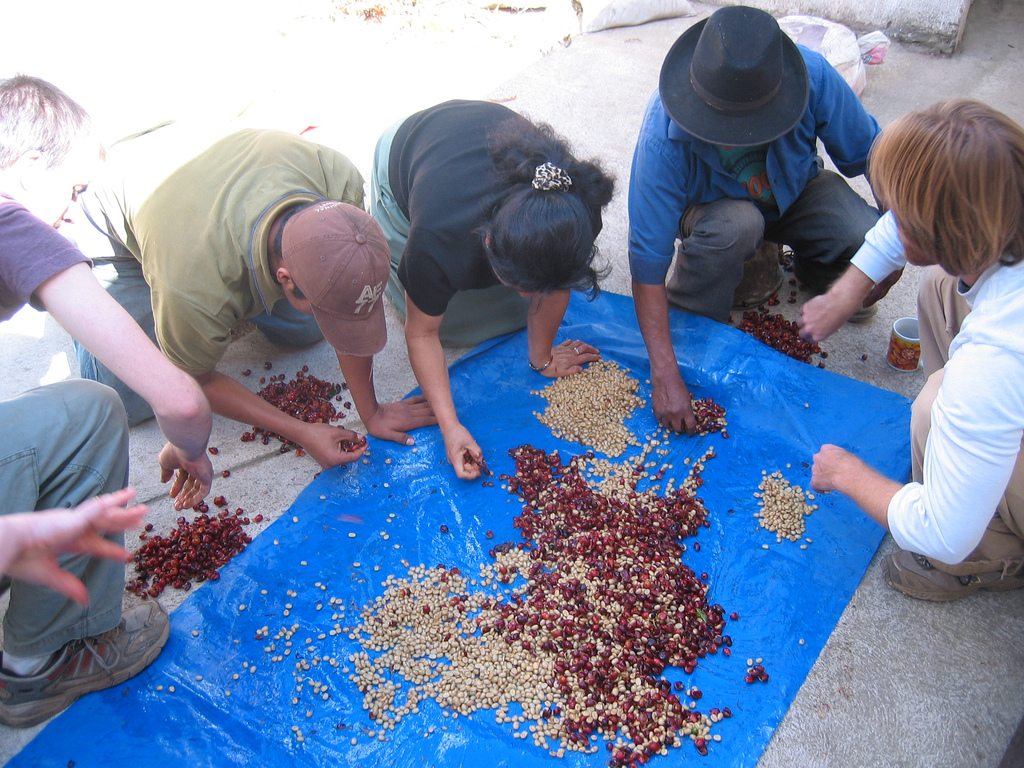
Mensen bij een hoopje koffiebessen in een coöperatie te Guatemala

Eerlijke handel of fairtrade is een term die wordt gehanteerd als beschrijving van internationale handel die gericht is op duurzame ontwikkeling in ontwikkelingslanden, met name bij de export van zulke landen naar rijkere westerse landen. Fairtrade duidt op een streven om bijvoorbeeld koffieboeren, cacaoboeren of bananenboeren in Latijns-Amerika, Afrika en Zuidoost-Azië voor hun exportproducten een prijs te geven die in verhouding staat tot de werkelijke productiekosten, en niet een prijs die wordt bepaald door de verhoudingen op de internationale markt. Aan fairtrade producten worden daarnaast strengere milieueisen gesteld. Het doel van fairtrade is het eerlijk handelen en verhandelen van goederen.
Er zijn diverse fairtrade-certificatiesystemen zoals Fairtrade (Fairtrade International), Fair for Life (ECOCERT), Símbolo de Pequeños Productores (SPP Global) en Fairtrade Tourism (FTT). De World Fair Trade Organization (WFTO) biedt daarnaast een systeem dat garandeert dat een bedrijf alle tien de fairtradeprincipes respecteert. Gecertificeerde producten worden verkocht in wereldwinkels, supermarkten, warenhuizen en natuurvoedingswinkels.

## Geschiedenis
De eerste producten die onder de noemer fairtrade kunnen worden geschaard werden in de jaren 40 en 50 verkocht via kerken in de westerse wereld, met als bedoeling geld in te zamelen voor mensen in arme landen. De huidige professionele fairtrade-beweging kreeg in Europa definitief vorm in de jaren zestig: in eerste instantie als politiek gebaar tegen neo-imperialisme, met als slogan ‘Trade not Aid’. In 1968 werd het fairtrade-concept officieel omarmd door de UNCTAD, de conferentie van de Verenigde Naties inzake handel en ontwikkeling. In 1969 werd de eerste wereldwinkel van Europa geopend in Breukelen. Veertig jaar later zijn er duizenden fairtrade-winkels in West-Europa.
In 1988 ontstond het eerste keurmerk voor fairtrade-producten: Max Havelaar. De naam van dit keurmerk is afkomstig van de gelijknamige roman uit 1859 van Multatuli, waarin de onrechtvaardige behandeling wordt beschreven van lokale koffieboeren in de vroegere Nederlandse kolonie die tegenwoordig Indonesië heet. Het keurmerk gaat ervan uit dat hardwerkende boeren en boerinnen in vooral tropische landen uitstekend voor zichzelf en hun gezin kunnen zorgen en geen geld voor ontwikkelingshulp nodig hebben, mits ze een 'fatsoenlijke' prijs ontvangen voor hun producten. Het Max Havelaar-keurmerk moet consumenten garanderen dat producten met dit keurmerk zijn verhandeld onder eerlijke handelsvoorwaarden en voldoen aan strenge milieueisen.

## Criteria
Fairtrade-organisaties willen hun producten geloofwaardig maken door het bepalen van strikte criteria en een grondige en permanente controle op de naleving daarvan. Inmiddels zijn fairtrade-keurmerken uit 23 landen, waaronder ook het Nederlandse Max Havelaar, aangesloten bij een autonome en onafhankelijke wereldwijde koepelorganisatie, FLO-eV (Fairtrade Labelling Organizations International). De FLO-eV stelt de fairtrade-criteria vast en organiseert assistentie om producenten te helpen de normen te halen. Het controleorgaan FLO-Cert functioneert volledig los van FLO-eV en controleert met een team van 54 inspecteurs producenten en handelaren die in aanmerking willen komen voor een fairtrade-certificatie. Dit gebeurt aan de hand van 250 evaluatiecriteria die onder meer betrekking hebben op de arbeidsvoorwaarden en de investeringen in sociale, milieuvriendelijke en economische ontwikkeling. De nationaal opererende keurmerkorganisaties die bij de FLO-eV zijn aangesloten (zoals Max Havelaar) spannen zich in om in eigen land het fairtrade-keurmerk te promoten. Daarnaast faciliteren en contracteren ze bedrijven die artikelen met fairtrade-keurmerk in hun assortiment willen opnemen, controleren ze de verkoop onder keurmerk en bereiden ze – samen met FLO-eV - uitbreiding van het assortiment voor.
Om een Fairtrade-keurmerk te kunnen dragen dient een product aan de volgende criteria te voldoen:
- De producenten (vaak boerenorganisaties uit ontwikkelingslanden) kunnen rekenen op een minimumprijs, die de kosten van een sociaal- en milieuverantwoorde productie dekt.
- De producenten ontvangen ook een extra ontwikkelingspremie, onafhankelijk van de wereldmarktprijs, om ontwikkelingsprojecten op te zetten in hun gemeenschap, bijvoorbeeld op het vlak van onderwijs, gezondheid, spaar- en kredietsystemen, wegenaanleg, aankoop van machines of organisatieversterking.
- De contracten met de koper of de invoerder worden zo veel mogelijk afgesloten voor een lange periode.
- Productie en de commercialisering ter plaatse gebeuren op een transparante manier.
- De arbeiders kunnen werken in menswaardige arbeidsomstandigheden. Dus beslist zonder kinder- en dwangarbeid en geen 'hongerlonen'.
- Er wordt zorgvuldig omgegaan met het natuurlijk milieu waarin de exportproducten worden geteeld.

De criteria voor fairtrade-producten worden complexer bij producten die uit verschillende ingrediënten bestaan, zoals ijs of chocolade. Op de verpakking staat dan te lezen hoeveel procent van het product uit eerlijke handel afkomstig is.

## Verkoopkanalen

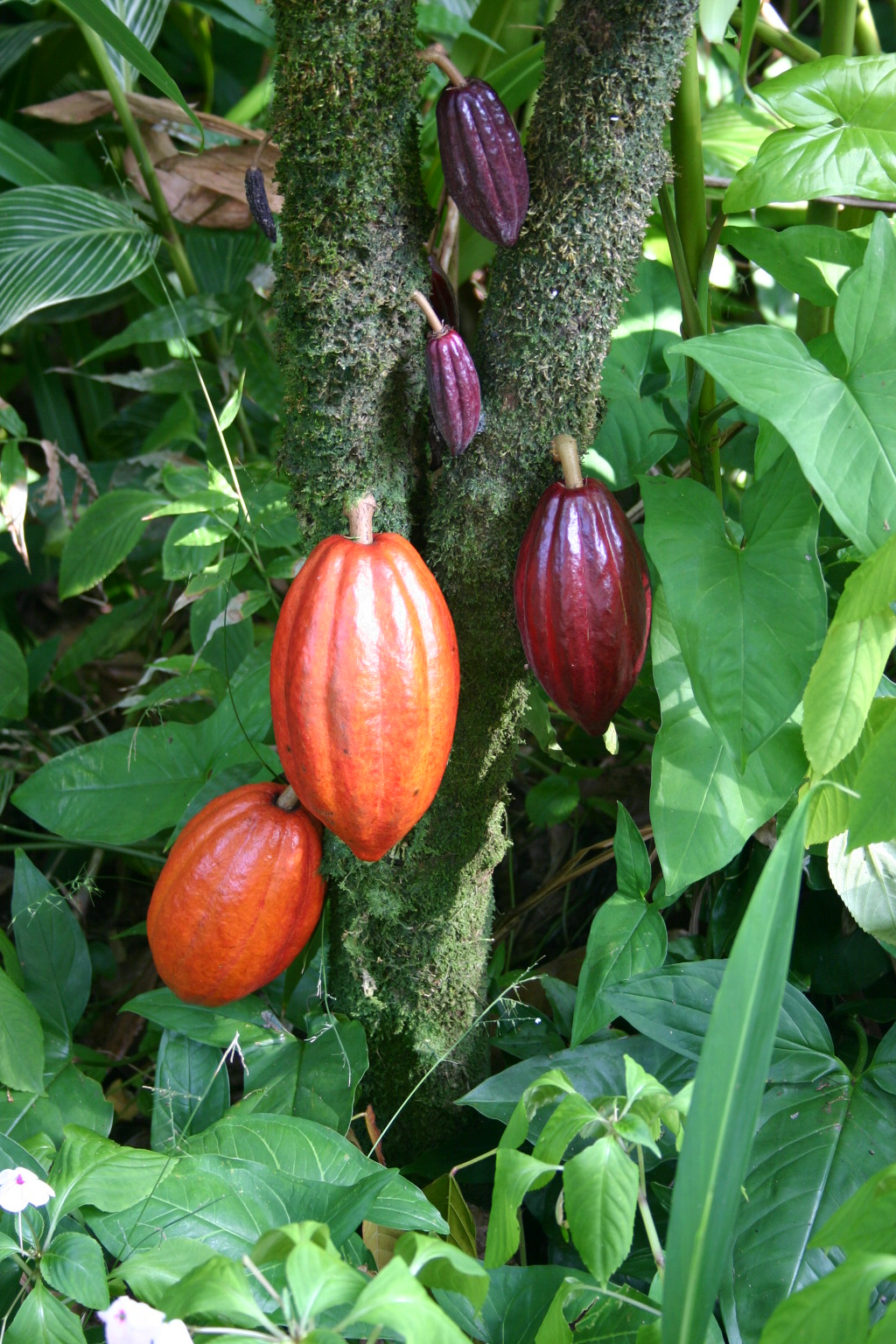
Cacaovruchten aan een cacaoboom

Vooral de wereldwinkels, waaruit de fairtrade-beweging is ontstaan, bieden een groot assortiment. Naast artikelen met keurmerk worden hier ook artikelen verkocht die (nog) geen keurmerk hebben omdat de FLO voor dit soort artikelen nog geen criteria heeft uitgewerkt. Inmiddels telt Nederland bijvoorbeeld ook Wereldmodewinkels, waar alleen fairtrade-textiel wordt verkocht. In België verkopen meer dan 200 Oxfam-Wereldwinkels voeding en artisanaat uit eerlijke handel.
Bedrijven zoals supermarkten en andere winkelketens hebben steeds vaker fairtrade-artikelen in het assortiment. Het overgrote deel van de Fairtrade producten worden tegenwoordig via de supermarkten verkocht. Ook in vrijwel alle 'natuurvoedingswinkels' zijn fairtrade-producten te koop.
Diverse gevestigde merken gaan over op fairtrade, zoals chocoladefabrikant Verkade (sinds 2008) en Ben & Jerry's-ijs. Ook zijn veel huismerken chocola, koffie en thee van veel supermarkten zoals o.a. PLUS, SPAR en Deen volledig Fairtrade gecertificeerd.  
De gemeentes Groningen en Goes kregen als eerste in Nederland het predicaat Fairtrade Gemeente. Er zijn nu 71 Fairtrade-gemeentes in Nederland (2016). De Vrije Universiteit Amsterdam is de eerste 'Fairtrade Universiteit' in Nederland. In Gouda kreeg in oktober 2011 de eerste eetgelegenheid in Nederland de 'officiële' status van fairtrade-restaurant.
In België werd Zuid-AfrikaReizen.be als eerste Belgische reisbureau geaccrediteerd door FairtradeTourism.org. 
Jaarlijks wordt er de Fair Trade Award uitgereikt. Dit is een prijs voor de supermarkt met het grootste fairtrade-assortiment.

## Kritiek
Er bestaat kritiek op de fairtrade handel. Consumenten zijn bereid meer te betalen voor fairtrade-producten omdat ze hiermee de zeer arme boeren denken te helpen. Volgens sommige critici zou echter het grootste deel van de meerprijs naar de westerse fairtradebedrijven gaan, onder andere voor de certificatie en promotie van het keurmerk. De meerprijs voor de plaatselijke boer zou beperkt blijven.
Daarnaast is er de beschuldiging dat de fairtradehandel paternalistisch is en de economie van het ontwikkelingsland ontwricht door extra handelsbarrières (certificatiesystemen) op te werpen in plaats van de marktwerking zijn gang te laten gaan.